# 劇場版ポケットモンスター 幻のポケモン ルギア爆誕
『劇場版ポケットモンスター 幻のポケモン ルギア爆誕』（げきじょうばんポケットモンスター まぼろしのポケモン ルギアばくたん）は、1999年7月17日から公開されたテレビアニメ『ポケットモンスター』の劇場版第2作である。同時上映作品は『ピカチュウたんけんたい』。両作品ともテレビ東京開局35周年記念作品。

## 概要
製作発表当初はルギアを謎のポケモン「X」（エックス）としか公表しておらず、初期の特報映像でも水面を移動する影のみの発表だった。また、本作が発表された当時はアニメでケンジが登場していなかったため、『犬山犬子のポケモンアワー』などで「サトシとカスミと一緒にいる少年は誰?」などの質問が寄せられた。興行収入62億円、1999年邦画興行成績第1位を記録した（配給収入35億円）。
2000年7月には北米でも上映。公開週の興行成績は約2000万ドル。興行収入は4375万ドルと前作の半分近くの成績となったが、北米で公開された日本映画の中で第2位の記録となっている。
キャッチコピーは「命をかけて、かかってこい!!」。予告編でもルギアが同じ台詞を言っているが、本編の台詞にはなく、それを思わせる展開も存在しない。これについて、脚本家の首藤剛志は、「脚本完成前に映画宣伝用として作られたシーンであろう」と述べている。なお、このセリフは後に『ポケモン不思議のダンジョン 青の救助隊・赤の救助隊』にて、ダンジョンのボスとして登場するルギアのセリフに使われており、『ポケモン・ザ・ムービーXY 光輪の超魔神 フーパ』のサントラでもこのセリフが使われている。
本作はほとんどのシーンに海が登場している上、ラストシーンでは豪快な海のスペクタクルが起きているが、作画は手書きが大半を占めていた。彩色作業がデジタル方式に移行されているのは本作からである（一部シーンのみ）。また、一部のシーンではCGが使われていた。
作品全体としては、豪快なアクションシーンを多用した「分かりやすい」子供の視点から楽しめるものとして作られた。しかし根底には、「他者の共生」「大人たちの行き過ぎた個人主義の功罪」について取り上げた社会的命題の提示部分も存在するという、隠されたメッセージを探求する大人の視点にも対応した「全年齢対象」の映画であった。しかし、前作が「自分自身の存在に対する疑問」や「クローンの人権問題」をストレートに語ったのに対し、今作はアクティブな展開を重視したストーリー構成に飲み込まれてしまい、そうした命題が一見しただけでは受け取りにくく、前作より評価され辛かった。本作では深層海流が物語の重要な要素となっている。
時系列は第107話以降第116話以前の間である。PM第223話では別個体のルギアに対してサトシ達が以前オレンジ諸島でルギアと会った事があると話べており、本作とリンクしている。
また、パンフレットの付録として作中に登場するミュウのポケモンカードが付けられている。

## あらすじ
「海の神、破滅を救わんと現れん。されど、世界の破滅を防ぐことならず」――コレクターを自称し、飛行宮に暮らすジラルダンは、伝承にのみ現れる海の神「ルギア」を狙っていた。しかし、ルギアを呼ぶには火の神ファイヤー、氷の神フリーザー、雷の神サンダーを捕らえる必要があり、手始めにファイヤーを捕まえる。その頃、遠く離れたマサラタウンでは、夏に雪が降るなど異常気象が起こり、ポケモン達も不穏な動きを見せ始める。
船でオレンジ諸島巡りをしていたサトシ達は嵐に見舞われ、オレンジ諸島の海の果て、アーシア島に流れ着く。島は年に一度のお祭りの日で、島民からも温かく迎えられる。その中には船長の友人ヨーデルと、その妹で祭の巫女を担当するフルーラもいた。その日の晩、宴席でサトシは祭事の一環としてフルーラに「操り人」に任命され、「沖にある三つの島の宝を集め、本島に置く」という役を引き受ける。サトシは朝を待たずに早速船長と共に島へ行くが、海は荒れており、心配したフルーラ姉妹、カスミ、ケンジも後を追う。
6人、そしていつものようについてきたロケット団は船が破損しながらも炎の島へたどり着き、サトシも宝を手に入れる。すると、そこにいるはずのないサンダーが、主のいない島を支配するという名目でやってくる。程なくしてジラルダンも現れ、サンダーを捕らえるが、サトシ達も乗ってきた船ごと飛行宮に幽閉される。フリーザーだけが残されたことで自然のバランスが崩れた世界は氷に包まれ、何かをせずにはいられないポケモン達も次々と本島へ向けて集結し始める。
夜が明け、姿を現したフリーザーを捕まえるべくジラルダンは飛行宮から火炎弾を打つが、宮内ではサトシ達がサンダーとファイヤーを解放することに成功する。それと同時にサンダーとファイヤーの怒りは爆発し、飛行宮は制御不能になり、雷の島へ不時着。サトシ達も宮外へ逃げ出し、縄張りを荒らされ、暴れる3匹の神の攻撃をかわしつつ、船に乗り込む。船は危うく滝の下へ転落しそうになるが、海中から現れた謎の水柱に助けられ、本島にたどり着く。サトシは本島の祭壇に炎の島と雷の島の宝を置くが、神々が暴れながらこちらへ迫ってくる。
遂に本島までやってきた3匹の神の前に、遂に海底からルギアが姿を現し、本島への攻撃を防ぐ。ルギアは3匹を鎮めようと抵抗するが、失敗し、海中へ墜落する。何も出来ず静観する彼らに、本島で暮らすヤドキングはこう語る――「優れたる操り人現れ、神々の怒り鎮めん限り…」――既に2つの宝を手に入れたサトシが「優れたる操り人」に適任であろうと言われるが、彼は躊躇する。そこで伝承の続きを思い出したフルーラが祭りの笛を吹くと、ルギアは回復し、サトシに語りかける。海の笛はルギアを回復させるが、3匹を鎮めるならば、3つの宝と笛の音色を調和させなければならない、そして、優れたる操り人に最も近いのが、サトシであるという。
決心したサトシは、ルギアやピカチュウ達と共に氷の島へ凍った海を渡るが、暴れ回る3匹により、行く手を阻まれる。しかし、このまま見せ場がないまま終わるわけにはいかないと考えたロケット団は、墜落した報道ヘリのローターを救命ボートに付け、彼を助けにやってくる。氷の島の宝を入手して安心したのも束の間、今度は3匹の神が氷の島へ来る。混乱の最中、サトシはルギアの背に乗って氷の島を脱出するが、ジラルダンの捕獲装置がルギアを捕らえる。ルギアはジラルダン宮を破壊するが、力尽き、再び海へ墜落する。
世界が混沌の様相を呈する中、カスミの助けも借り、サトシは3つの宝を本島の祭壇に供える。宝に呼応した祭壇の上でフルーラが笛を吹くと、世界は元の姿を取り戻し、3匹の神も平静を取り戻し、それぞれの島に帰って行った。復活したルギアはサトシの働きに感謝しつつ、自然の要となる深層海流を司る自らの存在が世界にとって幻であり続けることを願い、再び海へ帰ってゆく。

## 登場人物・キャスト

### レギュラーキャラクター
詳細は個別記事かアニメ版ポケットモンスターの登場人物を参照。
サトシ
声 - 松本梨香
本作の主人公。アーシア島の伝承にある「あやつり人」（ポケモントレーナー）として選ばれ、世界の危機を救うために奔走する。
手持ちポケモン
ピカチュウ
声 - 大谷育江
技：10まんボルト
サトシの最初のポケモンで相棒でもある。今回の事件の異変にいち早く気づく。
ゼニガメ

技：みずでっぽう
今作でもフシギダネとタッグを組んでいる。
リザードン

技：かえんほうしゃ
オープニングでは船の上で興奮のあまり、かえんほうしゃを吐き、すぐボールに戻されたが、現在はサトシを主人と認め、指示通りに動いている。
フシギダネ

技：つるのムチ
今作でもコンビであるゼニガメと行動している。
ラプラス

オレンジ諸島の移動手段に使っていたが、本作では船舶が使われており出番は少ない。
カビゴン

オープニングでは船の上で出してしまい、船が転覆しかけるシーンがある。出番が少ないがサトシの助けになりたいと他の仲間と共にモンスターボールから出てきた。
カスミ
声 - 飯塚雅弓
サトシと旅をする水ポケモントレーナー兼ハナダシティのジムリーダーである少女。当初はサトシに馴れ馴れしくするフルーラに終始嫉妬していたが、徐々に心が通じ合うようになる。
手持ちポケモン
トゲピー
声 - こおろぎさとみ
カスミが所持するポケモンの1体。発動しなかったがゆびをふるをしている。
トサキント

ヒトデマン

コダック

ケンジ
声 - 関智一
サトシと旅をするポケモンウォッチャーである少年。冷静な判断でサトシ達をサポートし、サトシの4体のポケモンが起した化学反応にいち早く気づいた。
手持ちポケモン
マリル
声 - かないみか
ケンジが所持するポケモン。
コンパン

ストライク

ムサシ
声 - 林原めぐみ
ロケット団の一員。サトシ達を追ってアーシア島までやってくる。いつものように最初はピカチュウを奪おうとしていたが、後にジラルダンの野望を知り、物語後半でサトシが氷の島に向かった際にコジロウやニャースと共にサトシに力を貸す。
手持ちポケモン
アーボック
声 - 坂口候一
技：どくばり
コジロウ
声 - 三木眞一郎
ロケット団の一員。今作でもピカチュウを狙うもジラルダンが引き起こした事件が原因で世界が破滅することが知り、サトシ達に協力する。
手持ちポケモン
マタドガス

技：たいあたり
ニャース
声 - 犬山犬子
ロケット団の一員。2足歩行して人間の言葉を喋る珍しいポケモン。本作でもサンダーの翻訳をしている。
ナレーター
声 - 石塚運昇

### ゲストキャラクター
フルーラ
声 - 平松晶子
本作のゲストヒロイン。アーシア島に住む巫女の少女。現代っ子で、初対面のサトシにいきなり歓迎のキスをしたり、巫女の仕事もほぼアルバイト感覚でやっているなど、かなりフランクな性格。しかし、嵐の中、宝を取りに行ったサトシを心配し自ら助けに行くなど責任感が強い。当初はカスミをサトシの恋人と勘違いしからかったため仲違いしていたが、最後には心を通じ合わせる。
ヨーデル
声 - 久川綾
フルーラの姉。巫女の座を妹に譲ったが、真剣に巫女としての役割を果たさないフルーラを心配していた。
船長
声 - 三石琴乃
サトシ達をアーシア島まで乗せてくれた女船長。嵐の海でも宝のある島までサトシ達を乗せていった度胸の持ち主。ヨーデルの友人で互いに「みっちゃん」「よっちゃん」と呼び合っている。
長老
声 - 大塚周夫
アーシア島の長老。島に訪れたサトシに儀式の「あやつり人になってくれ」と頼む。
ジラルダン
声 - 鹿賀丈史
本作のゲスト悪役。巨大な飛行宮に身を構えながら珍しいものを集める謎のコレクター。自分が望むものはいかなる手段を使ってもコレクションに加えようとする人物であり、火・雷・氷の神と称されるアーシア島の伝説の鳥ポケモンたち、そして海の神ルギアの捕獲を企む。その自己中心的な行動が原因で世界のバランスを崩してしまい、各地で異常気象を引き起こすことになる。己の欲のために動くも冷酷非情ではない為、悪気があるわけではない。サンダーの捕獲の際、間違ってサトシ達も捕まえた際はサトシ達に「コレクションには触れないように」と言いつつ飛行宮内にて解放している（しかし、それにより檻にコレクションされたファイヤー・サンダーを見過ごせないサトシ達は、ジラルダンが離れた後にファイヤーを解放するべく檻に猛攻撃している）。
サトシ達の努力で解放されたファイヤーやサンダーの攻撃で飛行宮は飛行機能を失い不時着。不時着してなお、ジラルダンは姿を現したルギアを欲し、捕獲しようとするも失敗、ルギアの攻撃によって飛行宮が崩壊したが生き残る。事件終息後の晩、その跡地から「ミュウのポケモンカード」を拾い、静かに微笑を浮かべ空を眺めていた。
『劇場版ポケットモンスター 水の都の護神　ラティアスとラティオス』のエンディングにおいて雑誌の写真で登場している。
コンピュータ
声 - 篠原恵美
ジラルダンが操る飛行宮のメインシステムをコントロールするAI。

### ゲストポケモン
ルギア
声 - 山寺宏一
能力・技：口から放つ光線、バリアー、水の竜巻、深層海流を持ち上げる、テレパシー
アーシア島の伝説に登場する「海の神」。潜水ポケモン。ファイヤー、サンダー、フリーザーの3体が争い始めたことで世界のバランスが崩れたのを察知し、海底から姿を現す。人と意思疎通ができ、男性の声として表現されている。フルーラが吹く笛の音階は彼の鳴き声を模したものである。それぞれの世界を大切にしており、世界を救った後、お互いの共存のため、自分の存在を伏せて欲しいとサトシ達に頼み、海へと帰った。
なお、映画18作目に登場した個体は、映画では不明だが小説では同個体という設定になっている。
ファイヤー
声 - 愛河里花子
技：かえんほうしゃ
アーシア島の伝説に登場する「火の神」で通常よりも大型の個体。火炎ポケモン。3つの島の1つ「火の島」に住む。ルギアをおびき出そうとしたジラルダンにより最初に捕えられる。その後、サトシ達によりサンダーと共に救出されるも、縄張りを荒らされた怒りでフリーザー及びサンダーと争い始める。
フリーザー
声 - 冬馬由美
技：れいとうビーム
アーシア島の伝説に登場する「氷の神」で通常よりも大型の個体。冷凍ポケモン。3つの島の1つ「氷の島」に住む。3体の「神」のうち唯一ジラルダンに捕まるのを免れたものの、アーシア島近辺の海を全て凍らせようとした際、ファイヤー及びサンダーと争い始める。
サンダー
声 - 小西克幸
技：10まんボルト
アーシア島の伝説に登場する「雷の神」で通常よりも大型の個体。電撃ポケモン。3つの島の1つ「雷の島」に住む。ファイヤーがジラルダンに捕えられた直後、ファイヤーが住んでいた「火の島」が不在だったため乗っ取ろうとするが、待ち伏せしていたジラルダンに捕らえられる。後にサトシ達によりファイヤーと共に救出されるも、ファイヤー及びフリーザーと争い始める。
ヤドキング
声 - 濵田雅功（ダウンタウン）
アーシア島の伝説を知る生き証人の1人。知能が高い為、ニャースと同じく人間の言葉（関西弁風）で会話することができ、サトシたちに破滅の回避方法を教える。「こまったなぁ」「やれやれ」が口癖。
映画公開後、このヤドキングを主役にした「ヤドキングのいちにち」というミニアニメがテレビスペシャルで放映された。また、『劇場版ポケットモンスター キミにきめた!』でもワンカットのみ登場している。

### その他
オーキド博士

ポケモン学会の権威で、サトシにピカチュウを託した人物。アーシア島を中心に起こっている世界変動の原因を突き止め、TVを通じて全世界に向けて警告する。深層海流についての解説を求められた際に説明するタンパク質（アミノ酸）形成の話は、ユーリー-ミラーの実験をもとにしている。
ハナコ
声 - 豊島まさみ
サトシの母。世界の異変の中心にサトシがいることを不安に思い、オーキド博士と共にオレンジ諸島へ向かう。終盤では無茶するサトシを叱っていたものの、内心で心配していたことを語っていた。
手持ちポケモン
バリヤード

ハナコと共に暮らしているポケモン。いつものように家の掃除をしたり、雨が降りそうになったらハナコのために傘を持ってきた。他のポケモン同様、世界の異変を察知する。
ウチキド博士
声 - 潘恵子
オーキド博士の研究仲間。オレンジ諸島の女性ポケモン研究者。
タケシ
声 - 上田祐司
かつてサトシと共に旅をしたポケモンブリーダーであるが、サトシと別れてウチキド博士の助手になる。本作では写真とテレビ電話越しの映像のみに登場で台詞も声を荒らげているだけである。

## スタッフ
- 原案 - 田尻智
- スーパーバイザー - 石原恒和
- アニメーション監修 - 小田部羊一
- エグゼクティブプロデューサー - 久保雅一、川口孝司
- プロデューサー - 吉川兆二、松迫由香子、盛武源
- アニメーションプロデューサー - 奥野敏聡、神田修吉
- アソシエイトプロデューサー - 沢辺伸政、石川博、山内克仁、鶴宏明、紀伊高明、吉田紀之
- アシスタントプロデューサー - 永田優子、福田剛士
- デスク - 藁科久美子
- 脚本 - 首藤剛志
- 演出 - 日高政光、須藤典彦
- キャラクター原案 - 杉森建、森本茂樹、藤原基史、西田敦子
- キャラクターデザイン・総作画監督 - 一石小百合
- デザインワークス - ゴトウマサユキ、西中康弘、そうま竜也
- 作画監督 - 松原徳弘、増永計介、田口広一、宮田忠明、玉川明洋、福本勝、つなきあき
- 動画チェック - 榎本富士香、廣岡歳仁、手島典子、野崎真一、大原真琴、古沢英明
- 色彩設計 - 吉野記通
- 色指定 - 加瀬結記
- 検査 - 水巻みゆき、飛田ひろみ、飯山敦子、奥井恵美子、手嶋明美、米田真一
- 特殊効果 - 太田憲之
- 美術監督 - 金村勝義
- 撮影監督 - 白井久男
- 編集 - ジェイフィルム（辺見俊夫、伊藤裕）
- 現像 - イマジカ
- 音楽 - 宮崎慎二、たなかひろかず
- 音楽プロデューサー - 斎藤裕二
- 一部原曲・作曲 - 増田順一
- 音響監督 - 三間雅文
- 音響プロデューサー - 南沢直義、西名武
- 制作担当 - 太田昌二、小板橋司
- 制作デスク - 岩佐岳
- 制作進行 - 岡島隆敏、西村博昭、吉田啓介、熊谷真琴、吉田信宏、坪井葉子
- 設定管理 - 播間香織
- アニメーション協力 - 動画工房、ゆめ太カンパニー、スタジオコクピット
- アニメーション制作 - OLM
- 制作 - 小学館プロダクション
- 監督・絵コンテ - 湯山邦彦
- 製作 - ピカチュウプロジェクト99（小学館、テレビ東京、メディアファクトリー、任天堂、トミー、クリーチャーズ、ゲームフリーク、ジェイアール東日本企画、OLM、小学館プロダクション）

## 主題歌・その他
オープニングテーマ「ライバル!」
作詞 - 戸田昭吾 / 作曲・編曲 - たなかひろかず / 歌 - 松本梨香
エンディングテーマ「toi et moi」
作詞 - MARC&TK / 作曲・編曲 - 小室哲哉 / 歌 - 安室奈美恵（avex trax）
イメージソング
『劇場版ポケットモンスター 幻のポケモン ルギア爆誕』オリジナルミュージックコレクションに収録されている。
「我はコレクター」
作詞 - 湯山邦彦 / 作曲 - 田中公平 / 編曲 - 宮崎慎二 / 歌 - 鹿賀丈史
ジラルダンの性格の意味を表すキャラソンである。
「はてしない世界」
作詞 - 湯山邦彦 / 作曲 - 宮崎慎二 / 歌 - 平松晶子
原曲はフルーラが笛で演奏する曲である。脚本の首藤剛志によると、元々この曲はエンディングテーマ用に用意されていたという。
「みんながいたから」
作詞 - 吉川兆二 / 作曲 - 貴三優大 / 歌 - 松本梨香

## 映像ソフト化
- 本編のビデオは2000年2月2日発売。
- 本編のDVDは2000年11月22日発売。
- 本編のアドバンスムービーは2005年9月22日発売[7]。
- 映画10周年を記念して発売された「劇場版ポケットモンスター PIKACHU THE MOVIE BOX 1998-2002」に収録されている。

## 受賞歴
- 1999年度（第17回）ゴールデングロス賞優秀銀賞[8]
- 1999年度（第3回）文化庁メディア芸術祭デジタルアート（ノンインタラクティブ）部門優秀賞。[9]（1999年）

## 社会的影響
「爆誕」という語は本作から広まり、世間を騒がせるように生まれることという意味合いで、今日では三省堂国語辞典（第八版より）などこの語を採録している国語辞典もある。本作の造語ともされるが、本作以前では、難解な造語だけで成り立った小説『フィネガンズ・ウェイク』の柳瀬尚紀訳（1991年）でも登場し、コロコロコミックの記事でもたびたび使用された言葉（初出は1988年8月号）でもあった。